# Adamo di Fulda
Adamo di Fulda (Fulda, 1445 circa – Wittenberg, 1505) è stato un monaco cristiano, teorico della musica e compositore tedesco.
Monaco benedettino, insegnò all'Università di Wittenberg.
Viene considerato tra i maggiori esponenti della composizione e della teoria musicale tedesca del suo tempo.

### Opere
- 1490 – De musica